# Universidade de Breslávia

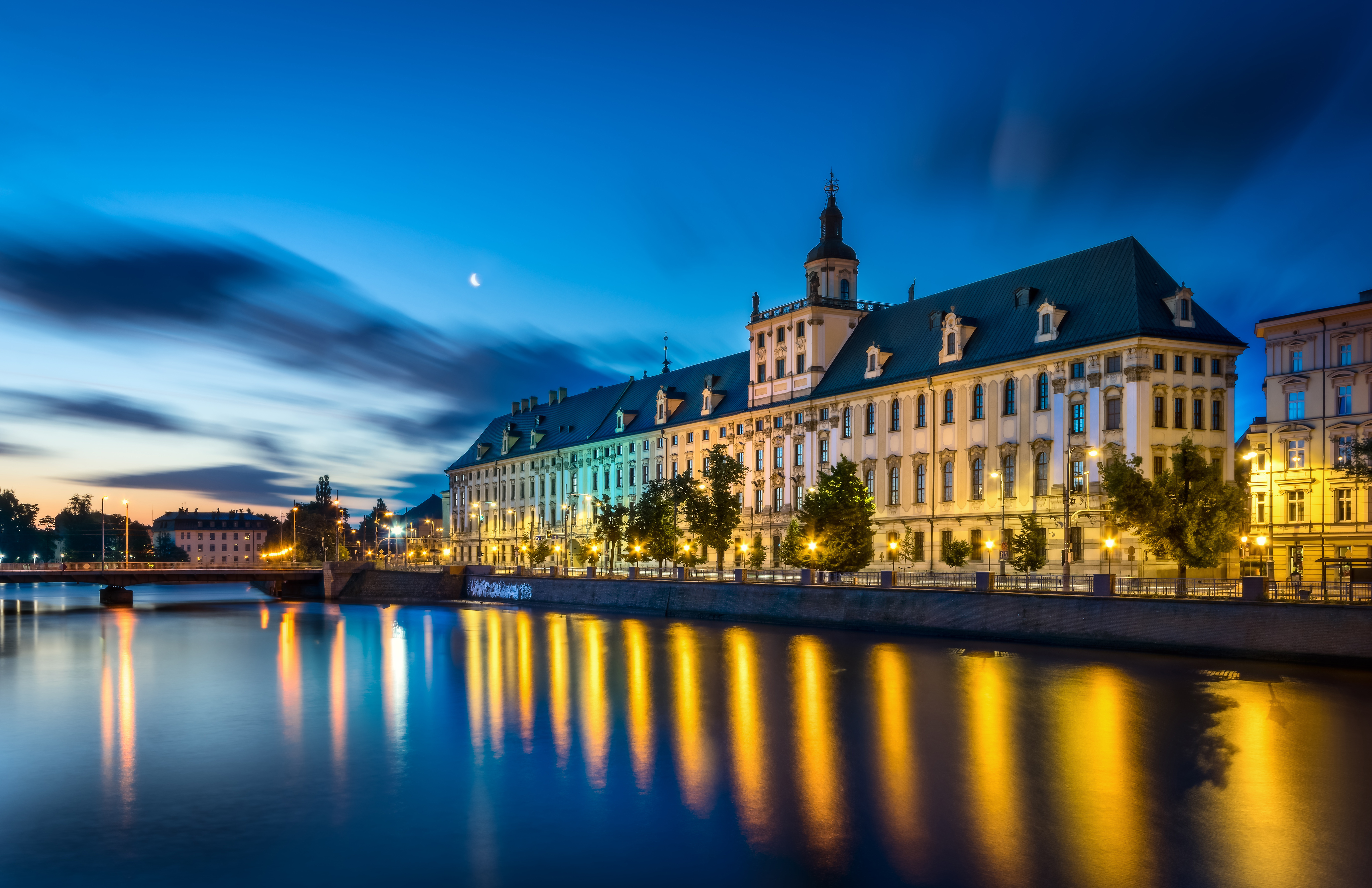
Universidade de Breslávia

A Universidade de Breslávia (em polonês: Uniwersytet Wrocławski; em alemão:  Universität Breslau; em latim: Universitas Wratislaviensis) é uma das nove universidades em Breslávia, Polônia. Fundada como universidade alemã em 1702 como Leopoldina, e refundada em 1811 como Schlesische Friedrich-Wilhelms-Universität zu Breslau. Sua história como instituição de ensino superior polonesa começou em 1945, estabelecida com professores da antiga Universidade de Lviv.

## Alunos e professores notáveis

### Laureados com o Prêmio Nobel
quando a universidade era conhecida como Schlesische Friedrich-Wilhelms-Universität zu Breslau
- Friedrich Bergius
- Max Born
- Eduard Buchner
- Hans Georg Dehmelt
- Paul Ehrlich
- Fritz Haber
- Philipp Lenard
- Theodor Mommsen
- Erwin Schrödinger
- Otto Stern

### Reitores (presidentes) da universidade desde 1945
- Stanisław Kulczyński (1945–1951)
- Jan Mydlarski (1951–1953)
- Edward Marczewski (1953–1957)
- Kazimierz Szarski (1957–1959)
- Witold Świda (1959–1962)
- Alfred Jahn (1962–1968)
- Włodzimierz Berutowicz (1968–1971)
- Marian Orzechowski (1971–1975)
- Kazimierz Urbanik (1975–1981)
- Józef Łukaszewicz (1981–1982)
- Henryk Ratajczak (1982–1984)
- Jan Mozrzymas (1984–1987)
- Mieczysław Klimowicz (1987–1990)
- Wojciech Wrzesiński (1990–1995)
- Roman Duda (1995–1999)
- Romuald Gelles (1999–2002)
- Zdzisław Latajka (2002–2005)
- Leszek Pacholski (2005–2008)
- Marek Bojarski (from 2008)

### Estudantes e professores
- Adam Asnyk
- Robert Bunsen
- Florian Ceynowa
- Stephan Cohn-Vossen
- Jan Dzierżon
- Norbert Elias
- August Heinrich Hoffmann von Fallersleben
- Heinz von Foerster
- Gustav Freytag
- August Froehlich
- Otto von Gierke
- Adolph Eduard Grube
- Fritz Haber
- Clara Immerwahr
- Jan Kasprowicz
- Gustav Kirchhoff
- Bronisław Knaster
- Adolf Kober
- Wojciech Korfanty
- Emil Krebs
- Otto Küstner
- Hans Lammers
- Ferdinand Lassalle
- Kurt Lischka
- Kazimierz Marcinkiewicz
- Edward Marczewski
- Jan Miodek
- Karol Modzelewski
- Jan Noskiewicz
- Barbara Piasecka Johnson
- Jan Evangelista Purkyně
- Eugen Rosenstock-Huessy
- Joseph Schacht
- Karel Slavíček
- Władysław Ślebodziński
- Edith Stein (Santa Teresa Benedita da Cruz)
- Charles Proteus Steinmetz
- Hugo Steinhaus
- Carl Wernicke
- Mieczysław Wolfke
- Seweryn Wysłouch

### Doutorados honorários
- Johannes Brahms